# Михаїл Александров
Михаїл Александров (болг. Михаил Александров, нар. 11 червня 1989, Софія) — болгарський футболіст, півзахисник.

## Клубна кар'єра
Вихованець футбольної школи клубу ЦСКА (Софія) та академії дортмундської «Боруссії». Дорослу футбольну кар'єру розпочав 2006 року в основній команді ЦСКА (Софія), в якій провів один сезон, взявши участь у 3 матчах чемпіонату.
У 2007 році уклав трирічний контракт із дортмундської «Боруссією» але до 2010 роки грав за другу команду німецького клубу.
Частину сезону 2010 року виступав за команду «Академік» (Софія).
У другій половині 2010 уклав контракт з клубом «Лудогорець», у складі якого провів шість сезонів.
29 лютого 2016 року приєднався до складу польського клубу «Легія» (Варшава). Відіграв за варшавську команду 18 матчів у національному чемпіонаті.
10 лютого 2017 року перейшов до російського клубу «Арсенал» (Тула). 8 липня 2018 роу сторони продовжили умови угоди ще на один рік.
2 вересня 2019 року Михаїл повернувся на батьківщину, де уклав однорічну угоду з командою «Арда» (Кирджалі) за яку відіграв два сезони.
У 2021 році завершив кар'єру гравця провівши чотирнадцять матчів за софійську «Славію».

## Виступи за збірні
2008 року дебютував у складі юнацької збірної Болгарії.
2014 року дебютував в офіційних матчах у складі національної збірної Болгарії. Провів у формі головної команди країни 21 матч, забив 3 голи.

## Титули і досягнення
«Лудогорець»
- Чемпіон Болгарії (4): 2011-12, 2012-13, 2013-14, 2014-15
- Володар Кубка Болгарії (2): 2011-12, 2013-14
- Володар Суперкубка Болгарії (2): 2012, 2014

«Легія» (Варшава)
- Чемпіон Польщі (1): 2015-16
- Володар Кубка Польщі (1): 2015-16